# 바람계곡의 나우시카 (영화)
《바람계곡의 나우시카》(일본어: 風の谷のナウシカ, 영어: Nausicaä of the Valley of the Wind)는 일본의 미야자키 하야오 감독의 영화로 바람계곡의 공주 나우시카가 환경오염으로 황폐해진 지구를 구원하는 내용의 1984년 애니메이션 영화다.

## 개요
미야자키 하야오가 1982년 일본의 월간 만화 잡지 「아니메쥬」에서 연재한 만화 《바람계곡의 나우시카》를 원작으로, 세계 자연 기금의 후원을 받아 만들어졌다.

## 줄거리
불의 7일이라는 전쟁이 일어난 지 1000년이 지나 황폐해진 지구는 부해(腐海)라는 곰팡이 숲이 계속 확장되고, 여기서 뿜어나오는 유독 가스와 그곳에 사는 오무(王蟲)라는 거대한 곤충이 인간의 삶을 위협한다. 바람계곡의 사람들은 바닷바람의 덕택으로 유독가스의 위험을 피해 공동체를 이루고 살아간다. 나우시카는 바람계곡의 공주로서 자연과 교감할 수 있는 특별한 능력을 지닌 소녀이다.
어느 날, 군사대국인 트로메키아의 비행기가 곤충들의 습격으로 바람계곡에 추락하고, 그 잔해속에서 불의 7일의 전쟁에서 지구를 불태워 버린 거신병의 알이 발견된다. 트로메키아는 거신병을 부활시켜 부해를 태워버리고 지구상에 새로운 문명을 일으키려고 도시 국가인 페지테의 지하에서 발견된 그 알을 빼앗아 온 것이다. 알을 되찾기 위해 트로메키아 군대가 바람계곡을 습격하고, 나우시카를 인질로 잡아 돌아가다가 페지테의 왕자 아스벨의 전투기 공격을 받아 그들이 탄 비행 함대가 부해로 추락한다. 부해의 밑바닥에 내려간 나우시카는 교전도중 추락한 아스벨과 조우하게 되고, 부해가 오염된 지구를 정화시켜 물과 토양을 깨끗하게 만들고 있으며, 오무는 그런 부해를 보호하는 역할을 한다는 사실을 알게 된다.
한편 페지테는 트로메키아에 복수하기 위하여 오무를 유인하고, 모든 것을 휩쓸어버릴 기세로 바람계곡으로 향한다. 트로메키아는 다급해지자 미완성된 거신병을 이끌고 오무무리와 대항하려하지만 거신병은 제대로 대항하지도 못한채 몸이 녹아 죽게된다. 하지만 오무의 무리 앞에 나우시카는 자신을 희생하여 그들의 분노를 가라앉힌다. 오무는 신비한 능력으로 죽은 나우시카를 회생시키고, 바람계곡은 다시 평화를 되찾는다.

## 등장인물
나우시카(일본어: ナウシカ, 영어: Nausicaa)
바람계곡의 공주이자 주인공으로서 뫼베(Möwe, 갈매기)라고 불리는 소형 비행기를 능숙하게 다루며 바람의 흐름을 읽을 줄 아는 지혜로운 소녀다. 부해의 존재에 대해 의혹을 품고 조사하고 있으며, 또한 사람들이 두려워하는 곤충과 교류할 수 있는 능력을 가지고 있다.
크샤나(일본어: クシャナ	, 영어: Kushana)
군사대국 트로메키아의 황녀이자 사령관, 콧대가 높고 과감한 성격의 소유자이고, 부해의 곤충들에게 왼팔을 절단해 의수를 달고 있다. 그 때문인지 부해에 대한 강한 분노와 혐오심을 가지고 있으며, 거신병(巨身兵)을 이용해서 부해를 불태워버릴 계획을 가지고 있다.
아스벨(일본어: アスベル	, 영어: Asbel)
도시국가인 페지테국의 소년, 페지테국 지하에서의 거신병의 발굴로 인해 트로메키아군에 끌려가다 죽은 왕녀 라스텔의 쌍둥이 오빠로서 트로메키아에 대한 강한 증오심을 가지고 건쉽을 타고 트로메키아의 함대를 공격하다가 나우시카와 만나게 된다. 이후 나우시카에게 많은 도움을 준다.
유파(일본어: ユパ, 영어: Yupa)
부해 최고의 검사(劍士)라고 불린다. 부해에 위협을 느끼지 않을 수 있는 땅을 찾아 여행을 다니고 있으며. 그는 부해 최고의 검사라는 수식어답게 강하고 날카로운 검술을 구사하고 지혜롭고 침착하고 냉정한 사람이며, 바람계곡의 사람들에게 존경과 신뢰를 받고 있다.
라스텔(일본어: ラステル ,영어: Rastel)
군사대국 트로메키아에 의해 멸망한 페지테국의 왕녀이자, 아스벨과는 쌍둥이 남매 사이로 아스벨의 여동생이다. 고향인 페지테국 지하에서 거신병이 발굴되자 이를 두려워한 트로메키아의 공습으로 인해 인질로 잡혀 트로메키아의 화물선을 타고 끌려가다가 바람계곡 근처에서 화물선이 추락하게 되고, 나우시카와 잠깐 만나게 된다. 그 뒤 거신병의 알을 태워달라고 말하고 복부에 심한 부상을 입어서 숨을 거둔다.

## 비교
- 공간 구조 : 하늘, 지상, 지하
- 미시적 갈등 : 바람계곡, 토르메키아, 페지테
- 거시적 갈등 : 인간 / 자연
- 시간적 배경 : 미래
- 중재자 : 나우시카의 교감 능력

## 성우진
| 배역                   | 일본어 성우       | 한국어 성우 | 영어 성우 (1985년 뉴 월드 픽처스) | 영어 성우 (2005년 디즈니) |
| ---------------------- | ----------------- | ----------- | --------------------------------- | ------------------------- |
| 나우시카               | 시마모토 스미     | 우정신      | 수전 데이비스                     | 앨리슨 로먼               |
| 아스펠                 | 마츠다 요지       | 유동균      | 캠 클라크                         | 샤이아 러버프             |
| 크샤나                 | 사카키바라 요시코 | 서혜정      | 린다 게리                         | 우마 서먼                 |
| 유파                   | 나야 고로         | 박일        | 러셀 존슨                         | 패트릭 스튜어트           |
| 할멈                   | 쿄다 히사코       | 최문자      | 린다 게리                         | 트레스 맥닐               |
| 쿠르투아               | 카유미 이에마사   | 홍시호      | 피터 컬런                         | 크리스 서랜던             |
| 지루                   | 쓰지무라 마히토   |             |                                   | 마크 실버먼               |
| 미토                   | 나가이 이치로     | 문영래      |                                   | 에드워드 제임스 올모스    |
| 골                     | 미야우치 코헤이   |             |                                   | 프랭크 웰커               |
| 깃쿠리                 | 야나미 조지       |             |                                   | 제프 베넷                 |
| 무즈                   |                   |             |                                   | 제임스 아널드 테일러      |
| 니가                   | 야다 미노루       |             |                                   | 마크 실버먼               |
| 라스텔                 | 토미나가 미이나   |             | 수전 셰리던                       | 에밀리 바워               |
| 페지테 시장            | 무기히토          |             | 존 호스테터                       | 마크 해밀                 |
| 아스펠·라스텔의 어머니 | 쓰보이 아키코     |             | B. J. 워드                        | 조디 벤슨                 |
| 테토                   | 요시다 리호코     |             |                                   |                           |
| 내레이션               |                   |             | 핼 스미스                         | 토니 제이                 |

## 만화
애니메이션 바람계곡의 나우시카는 1982년 출간된 만화를 원작으로 하고 있으며, 만화는 12년 간의 연재 끝에 7권으로 마무리지어졌다. 애니메이션은 대체로 1권의 내용을 토대로 하고 있는데 이는 제작 당시 1권까지의 스토리만 진행된 상태였기 때문이다. 이후의 이야기는 매우 크게 달라지는데, 우선 도록이란 새로운 국가가 등장하여 이들과 트로메키아와의 전쟁이 주요 스토리라인이 된다. 그 전쟁 속에서, 도록은 더 빠르게 자라나고 빠르게 죽는 곰팡이를 인위적으로 개발하여 전쟁 무기로 사용하려고 하지만, 이 곰팡이종이 돌연변이를 일으키면서 걷잡을 수 없는 속도로 번식해가고 남은 지구 땅의 넓은 영역을 뒤덮으면서, 전설로 전해져오던 "대해소 (大海嘯)"를 일으킨다. 결말에서 나우시카는 도록 나라 안에 있던 성스러운 지역인 슈와의 신전으로 가게 되는데, 가는 길에 부해와 오무가 오염된 지구를 정화하기 위해 과거의 과학자들이 인위적으로 만들어낸 것이며, 인간 역시 오염된 세상에서 살 수 있도록 인위적으로 유전자 변이를 만들어 오히려 청결한 환경에서 살아갈 수 없다는 것을 깨닫는다. 그러나 나우시카는 인간이 환경에 따라 적응할 수 있는 것을 믿고, 과거의 과학자들의 영혼의 요구 - 새로운 인류가 탄생할 때까지 자신들을 지켜줄 것 - 를 거부하고 이들의 영혼이 담겨있던 슈와 신전을 자신의 "아이"가 된 거신병의 도움으로 파괴한다.

## 같이 보기
- 모노노케 히메

## 참고 문헌
- 책 : 애니메이션 서사 분석의 실제 - 2. 극장용 애니메이션 - 1. 바람계곡의 나우시카

## 참고 사항
- 영화판도 지금의 지브리를 있게 한 명작이며 코믹스판도 사실상 완전판이고 큰 호평을 받았다. 지금까지 유일하게 한 작품이 두 부문에서 성운상을 수상한 작품이다.